# Глажња
Глажња (мкд. Глажња) је насеље у Северној Македонији, у северном делу државе. Глажња припада општини Липково.

## Географија
Глажња је смештена у северном делу Северне Македоније. Од најближег већег града, Куманова, насеље је удаљено 25 km западно.
Насеље Глажња је у источном делу историјске области Црногорје. Насеље је положено високо, изнад долине Липковске реке, у горњем делу тока, на висијама средишње Скопске Црне Горе. У најнижем делу атара села образовано је Липковско језеро. Надморска висина насеља је приближно 730 метара.
Месна клима је планинска због знатне надморске висине.

## Становништво
Глажња је према последњем попису из 2002. године имала 54 становника. 
Претежно становништво у насељу су били Албанци (98%).
Већинска вероисповест било је ислам.